# Calbuco (ort)
Calbuco är en ort i Chile.   Den ligger i regionen Región de Los Lagos, i den södra delen av landet, 900 km söder om huvudstaden Santiago de Chile. Calbuco ligger 38 meter över havet och antalet invånare är 12 490.
Terrängen runt Calbuco är platt. Havet är nära Calbuco söderut. Trakten är glest befolkad. Det finns inga andra samhällen i närheten. 
I omgivningarna runt Calbuco växer i huvudsak blandskog.